# 本法寺 (京都市)

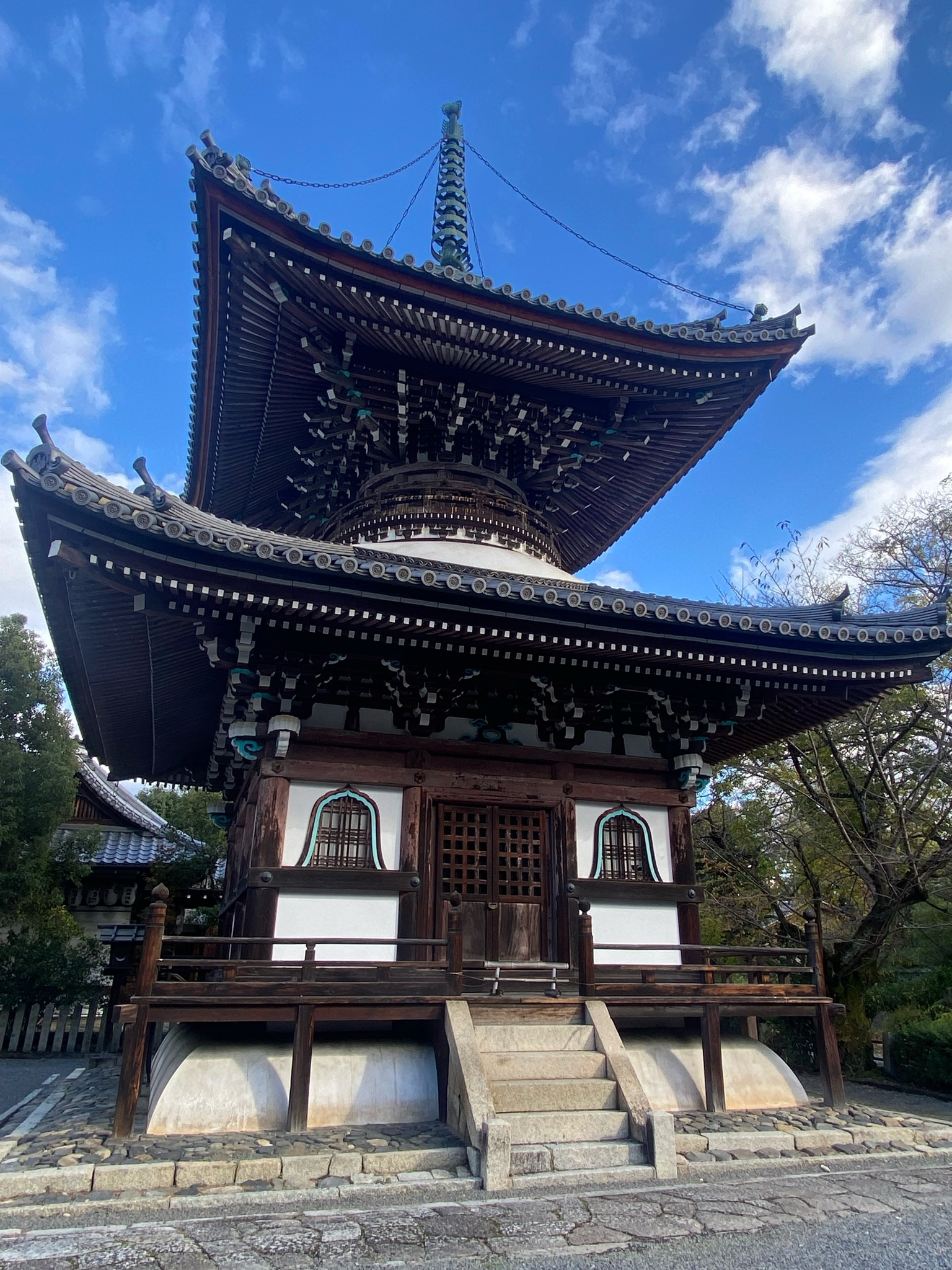
多宝塔

本法寺（ほんぽうじ）は、京都市上京区本法寺前町にある日蓮宗の本山（由緒寺院）の寺院。山号は叡昌山。本尊は三宝尊。塔頭が3院（尊陽院・教行院・教蔵院）ある。

## 歴史
寺伝によれば、永享8年（1436年）に日親が本阿弥本光（清信）の帰依を得て建立した「弘通所」が始まりであるという。当初は東洞院綾小路（現・京都市下京区）にあったという。後に本阿弥家の菩提寺となっている。
法華行者として強い信念をもつ日親は、永享11年（1439年）に室町幕府第6代将軍足利義教の屋敷へ赴き、庭中へ直訴し諌暁を図る。足利義教に「世の中が乱れているのは法華経を信仰していないから」と説いたのである。驚いた幕府は諌暁を禁止した。それでも日親は諦めることなく、身命を賭けた諌暁書「立正治国論」を著したために足利義教の怒りを買った。それにより、永享12年（1440年）2月に日親は投獄され、本法寺は焼かれてしまった。日親は地蔵ヶ原にて拷問を受けた際に灼熱の鍋を被せられたまま説法を説いたとされ「鍋かぶり上人」「鍋かぶり日親」などと呼ばれた。翌嘉吉元年（1441年）の嘉吉の乱で義教が赤松満祐に殺されたことにより赦免され、本法寺は康正年間（1455年 - 1457年）に四条高倉で再建された。
しかし、寛正元年（1460年）に日親が肥前国で布教したことが罪とされ、再び本法寺は破却された。寛正3年（1462年）11月に日親は細川持賢邸で禁錮となるが、翌寛正4年（1463年）には赦されて三条万里小路（さんじょうまでのこうじ、現・中京区三条柳馬場）に本法寺を再建している。
天文5年（1536年）に本法寺は洛中の他の法華系寺院とともに天文法華の乱で焼失し、堺に避難した。天文11年（1542年）、後奈良天皇は法華宗帰洛の綸旨を下し、本法寺は一条堀川に再建された。
本法寺10世・日通の時、天正15年（1587年）に豊臣秀吉の命により現在の地に移転し、本阿弥光二・光悦親子の支援を受けて堂宇の建立・整備が行われた。また、日通は絵師長谷川等伯と交友があり、等伯が塔頭・教行院を宿舎としていたため、当寺には等伯の作品やゆかりの品が多数伝来している。
江戸時代には後水尾天皇や紀州徳川家の庇護を受けている。中山法華経寺（現・千葉県市川市）の輪番にあたる上方三山の一つでもあった。
天明8年（1788年）の天明の大火により、経蔵と宝蔵を残して全て焼失したが、本堂は寛政9年（1797年）に再建されている。
塔頭はもとは34院あったとされる。幕末頃の文久3年（1863年）時点では蓮光院、興徳院、真蔵院（明治時代初期に綴喜郡へ移転し現在まで存続）、本養院、十乗院、興造院、執行院、大雲院、興雲院、玉樹院、寿量院、法昌院、玉昌院、信教院、教学院等の17院が確認できるが、明治時代初期の廃仏毀釈によって大半が廃寺とされた。
仁王門の正面には裏千家今日庵がある。
現住は96世瀬川日照貫首（千葉県柏市妙照寺より晋山）。親師法縁縁頭寺。

## 境内
- 本堂（京都府指定有形文化財） - 寛政9年（1797年）再建。扁額は本阿弥光悦の筆。
- 光悦翁手植之松 - 本阿弥光悦が植えたという松。
- 長谷川等伯像
- 庫裏（京都府指定有形文化財）
- 書院（京都府指定有形文化財）
- 庭園「巴の庭」（国指定名勝） - 室町期の書院風枯山水の影響を残す名庭(枯山水庭園)で、巴形にした大小の三島を配置する。[4]3箇所の築山で巴紋を表現することから三巴の庭とも呼ばれる。本阿弥光悦による作庭。「巴の庭」は書院の東側から南へ広がる鍵形である。東南隅には石組の枯瀧があり、手前に置かれた縦縞模様の青石によって、流れ落ちる水を表現している。書院の縁側前には円形石と日輪をあらわす切石で縁取りした十角形の蓮池が配置され、蓮花を植え、「日」「蓮」を表現している。中庭の井戸脇には本阿弥光悦遺愛の長方形の手水鉢を置く。[5]1972年（昭和47年）に修復された。
- 庭園「蹲の庭」 - 本阿弥光悦による作庭。
- 大玄関（京都府指定有形文化財）
- 庭園「十（つなし）の庭」 - 1972年（昭和47年）に作庭。
- 唐門（京都府指定有形文化財）
- 本阿弥一族の墓
- 開山堂（京都府指定有形文化財）
- 多宝塔（京都府指定有形文化財） - 寛政年間（1789年 - 1801年）再建。
- 鐘楼（京都府指定有形文化財）
- 経蔵（京都府指定有形文化財） - 天正16年（1588年）再建。
- 宝蔵（京都府指定有形文化財）
- 摩利支尊天堂
- 北辰殿
- 涅槃会館（宝物館）
- 鬼子母神堂
- 仁王門（京都府指定有形文化財）
- 尊陽院 - 塔頭。
- 教行院 - 塔頭。長谷川等伯ゆかりの塔頭として知られる。
- 教蔵院 - 塔頭。

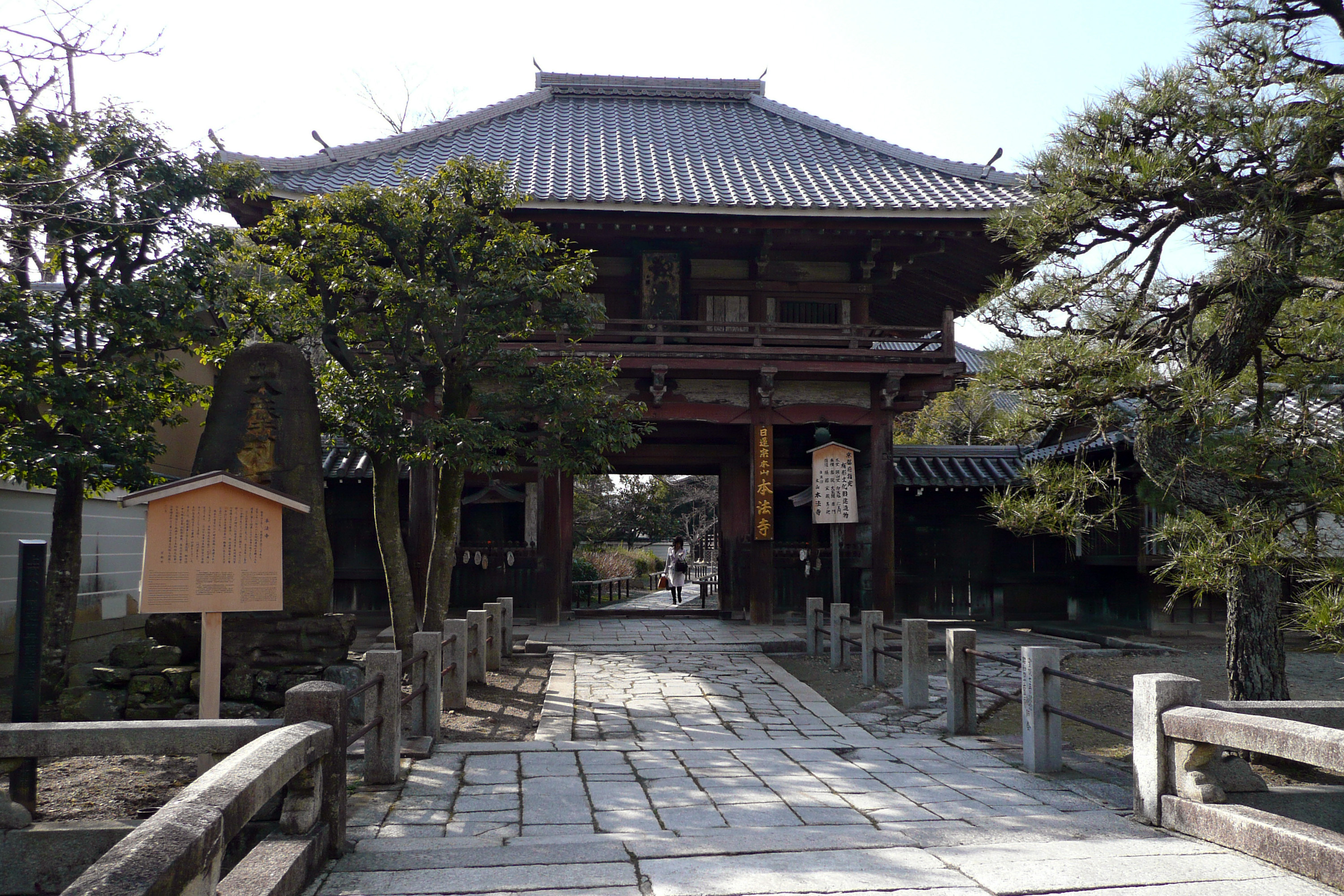
山門
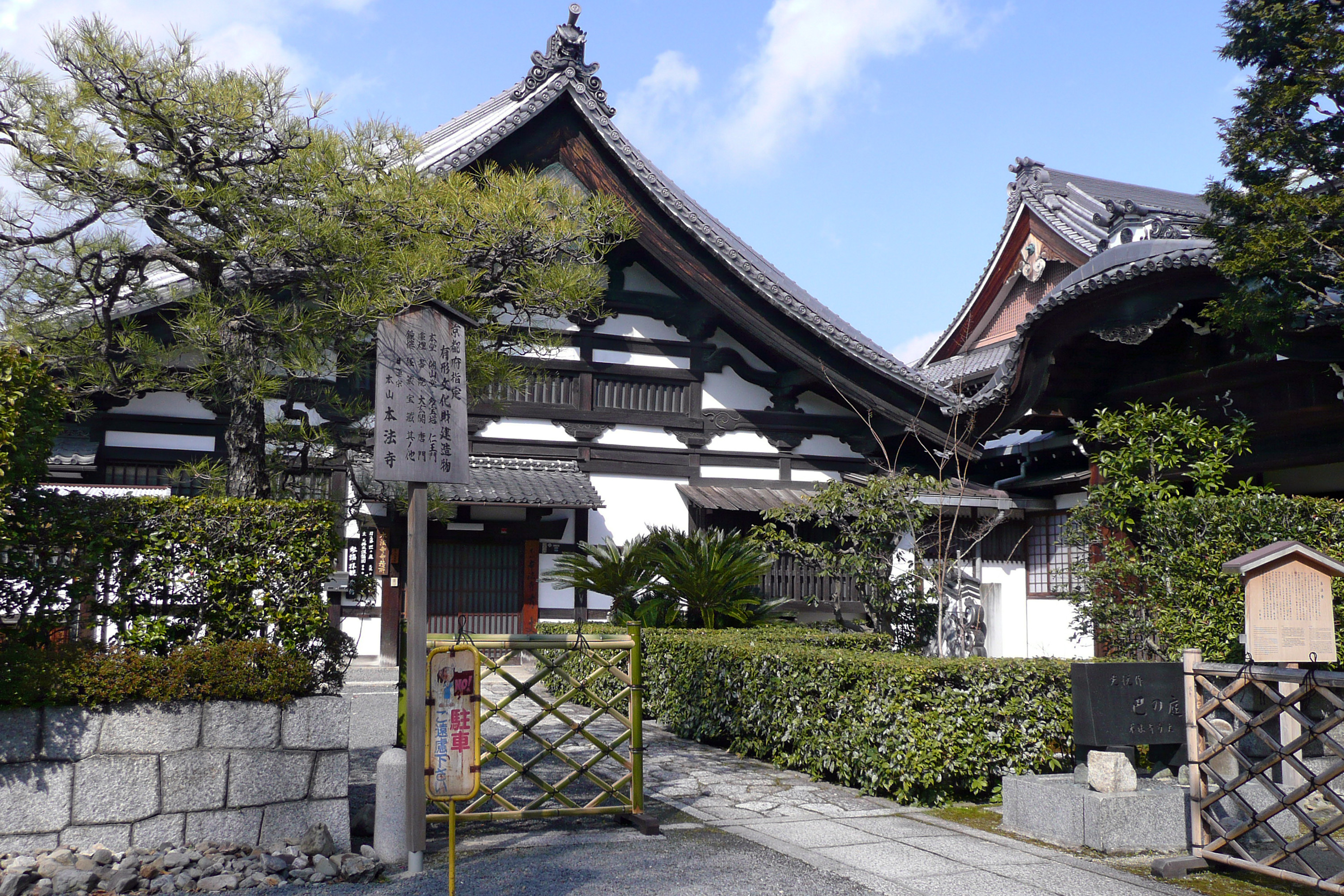
庫裡
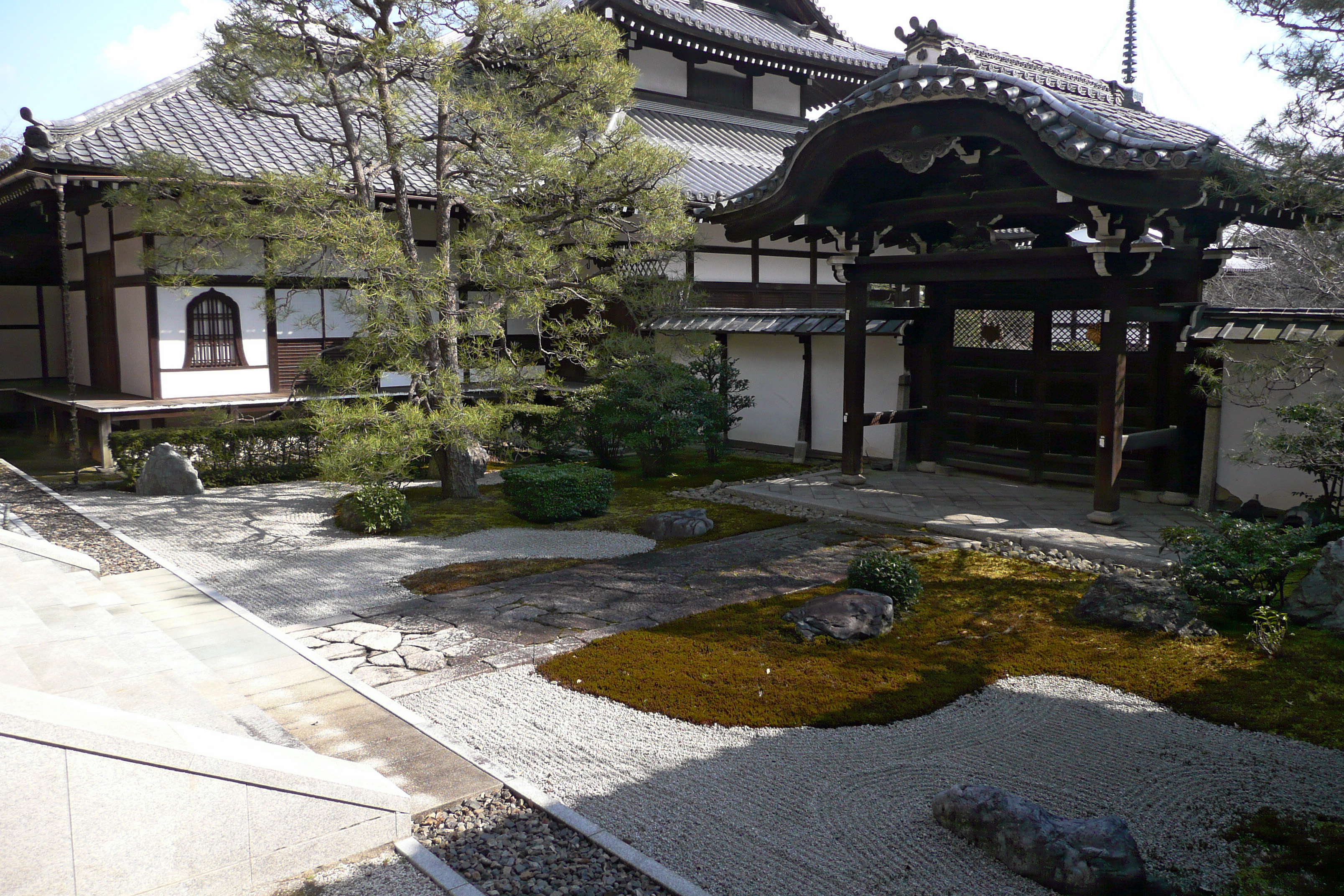
十（つなし）の庭
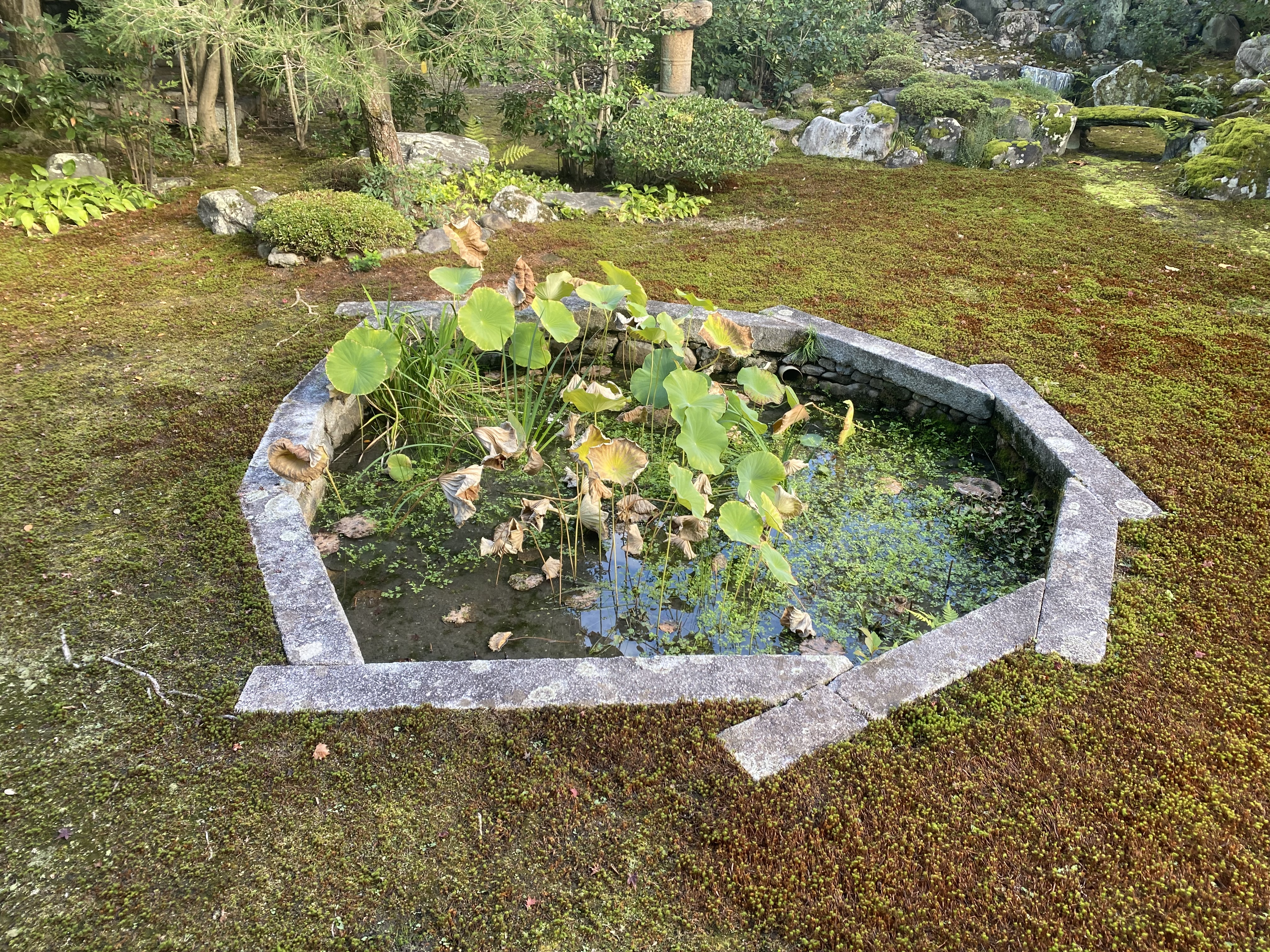
巴の庭

## 文化財

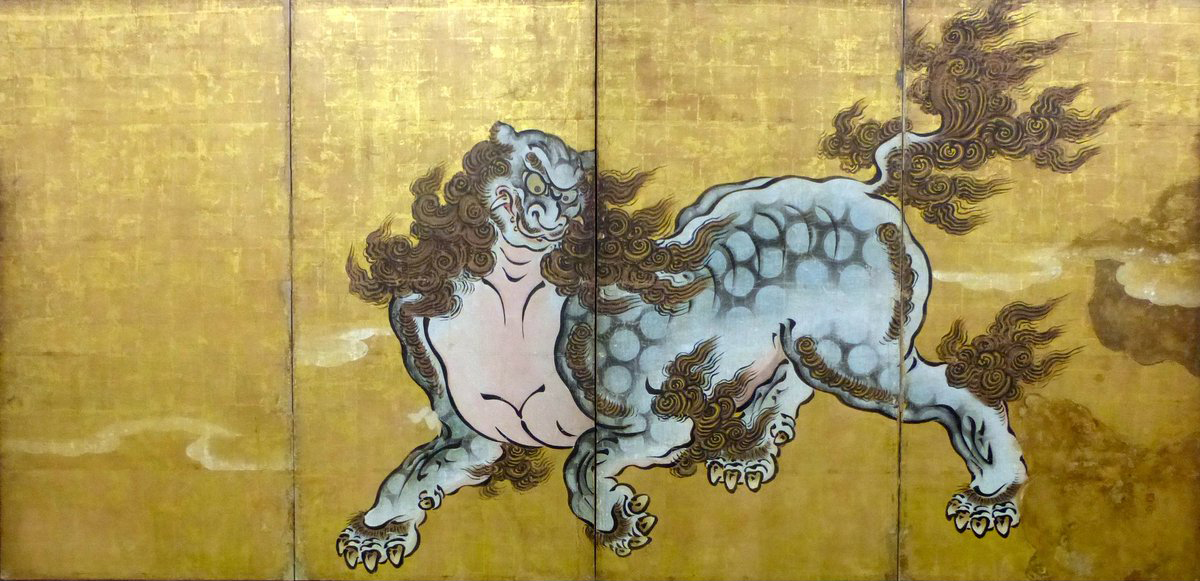
唐獅子図（重要文化財）

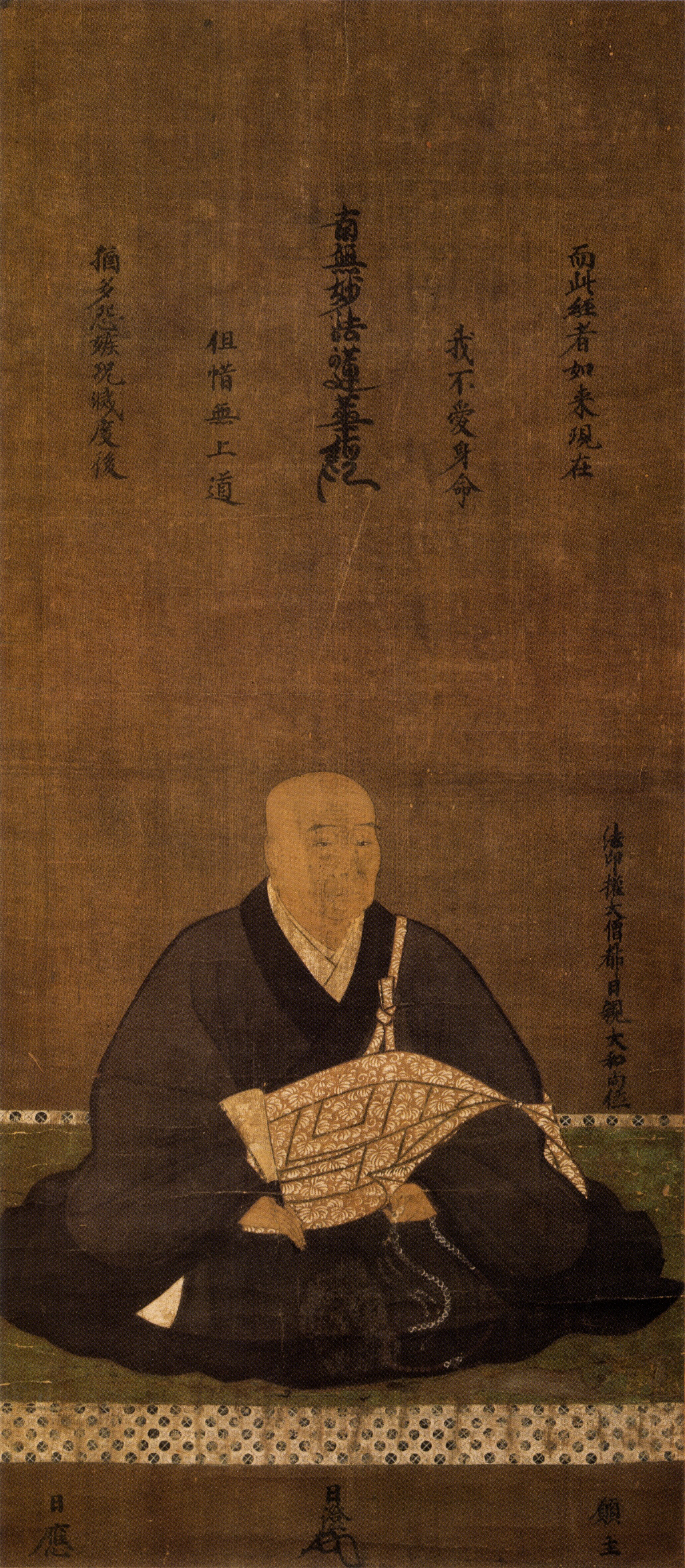
日親像（伝狩野正信筆、重要文化財）

### 重要文化財
- 長谷川等伯関係資料
  - 絹本著色日堯像（長谷川信春（等伯）筆）
  - 絹本著色日通像（長谷川等伯筆）
  - 紙本墨画妙法尼像（長谷川等伯筆）
  - 紙本著色仏涅槃図（長谷川等伯筆）
  - 等伯画説（日通筆）
  - 附：日通書状
  - 附：法華論要文（日蓮筆）
  - 附：本尊曼荼羅（日親筆）
- 絹本著色日親像 伝狩野正信筆 - 2017年度指定[6][7]。
- 紙本金地著色唐獅子図 四曲屏風一隻[8][9]
- 金銅宝塔 応安三年（1370年）銘
- 紙本墨画文殊寒山拾得像[10] 3幅（文殊：啓牧筆、寒山拾得：啓孫筆）
- 絹本著色蓮花図（伝・銭舜挙筆）
- 絹本著色群介図
- 紫紙金字法華経（開結共）10巻
  - 附：花唐草文螺鈿経箱
  - 附：正月十三日本阿弥光悦寄進状
- 法華題目抄（本阿弥光悦筆）
- 如説修行抄（本阿弥光悦筆）

典拠：2000年までに指定の国宝・重要文化財については、『国宝・重要文化財大全 別巻』（所有者別総合目録・名称総索引・統計資料）（毎日新聞社、2000）による。

### 国指定名勝
- 本法寺庭園

### 京都府指定有形文化財
- 本堂
- 開山堂
- 多宝塔
- 仁王門
- 鐘楼
- 経蔵
- 庫裏
- 書院
- 大玄関
- 唐門
- 宝蔵
- 石橋
- 棟札十三枚

### 京都市指定有形文化財
- 紙本墨画十六羅漢図（狩野元信筆）

## 旧末寺
日蓮宗は昭和16年に本末を解体したため、現在では、旧本山、旧末寺と呼びならわしている。
- 叡昌山尊陽院（京都市上京区本法寺前町）塔頭
- 叡昌山教行院（京都市上京区本法寺前町）塔頭
- 妙光山教蔵院（京都市上京区本法寺前町）塔頭
- 福昌山本教寺（京都市伏見区東大手町）
- 大虚山光悦寺（京都市北区鷹峰光悦町）
- 鳥辺山本寿寺（京都市東山区五条橋東）
- 真整山真蔵院（京都府綴喜郡井手町大字多賀小字西北河原）旧塔頭
- 一翁山妙感寺（犬山市大字犬山字山寺）
- 龍運山妙海寺（犬山市大字犬山字東古券）
  - 妙海寺末：一雨山久昌寺（各務原市前渡西町）
- 本覚山正法寺（大阪市中央区中寺）
  - 正法寺末：妙見山知足寺（茨木市宿久庄）
- 宝樹山宗林寺（大阪市天王寺区上本町）
- 昌林山一乗寺（高槻市梶原）
  - 一乗寺末：昌験山報恩寺（加西市玉丘町）
- 昌信山経王寺（高槻市塚原）
- 大法山広宣寺（高槻市氷室町）
- 遥宝山本成寺（堺市堺区寺地町東）
- 広宣山妙本寺（大阪府三島郡島本町広瀬）
- 法光山本泉寺（神戸市灘区王子町）
- 真如山久遠成寺（加東市掎鹿谷）
- 護法山浄光寺（加東市永福）
- 常親山安立寺（台東区谷中）
- 石岡山妙福寺（台東区谷中）
- 遠寿山本延寺（七尾市小島町）
- 頂滝山妙高寺（越前市本町）
- 長照山妙典寺（井原市井原町）
- 広昌山常国寺（福山市熊野町甲）
  - 常国寺末：寿福山顕政寺（福山市鞆町後地）
  - 常国寺末：四大山法縁寺（福山市熊野町乙）
  - 常国寺末：薬王山寿量寺（福山市熊野町）
  - 常国寺末：桃林山通安寺（福山市西桜町）
  - 常国寺末：城本山本照寺（尾道市御調町市）
  - 常国寺末：立本山常行寺（観音寺市八幡町）
- 見塔山蓮瑞寺（福山市大門町野々浜）
- 妙栄山寿徳寺（三原市西町）
- 広布山本覚寺（広島市中区十日市町）
  - 本覚寺末：広栄山本覚院（廿日市市林が原）
  - 本覚寺末：広昌山法華寺（大竹市玖波）
- 松原山法華寺（萩市恵美須町）
- 月芳山松岳寺（徳島市伊賀町）
- 妙立山大法寺（松山市本町）
- 寿福山長久寺（松山市御幸）
  - 長久寺末：大乗山正念寺（松山市神田町）
    - 正念寺末：一乗山正法寺（愛媛県上浮穴郡久万高原町久万）
- 小倉山光明照院（大洲市大洲）
- 普妙山法眼寺（大洲市新谷乙）
- 妙光山法眼院（八幡浜市保内町須川）
- 久成山本妙寺（西条市国安）
  - 本妙寺末：松栄山妙本寺（西条市河原津）
- 顕本山上行寺（伊予市灘町）
- 武運山長久寺（大洲市長浜甲）
- 常賢山萬福寺（高知県安芸郡東洋町甲浦）
- 龍王山啓運寺（北九州市門司区柳町）
- 海宝山妙乗寺（北九州市小倉北区大門）
  - 妙乗寺末：法照山普門寺（行橋市中央）
  - 妙乗寺末：三應山霜田寺（長崎県壱岐市郷ノ浦町渡良東触）
- 啓運山妙法寺（福岡市中央区唐人町）
- 松林山妙典寺（福岡市博多区中呉服町）
  - 妙典寺末：発星山妙円寺（福津市西福間）
- 起雲山本興寺（福岡市博多区中呉服町）
  - 本興寺末：徳永山宝寳寺（福岡市西区徳永）
- 松隣山本長寺（福岡市博多区中呉服町）
- 西昌山本岳寺（福岡市博多区上呉服町）
- 修昌山法性寺（福岡市博多区千代）
  - 法性寺末：龍祥山法華寺（福岡県糟屋郡須恵町旅石）
- 弘行山宗玖寺（福岡市東区馬出）
- 石岡山妙福寺（佐賀市嘉瀬町大字荻野）
  - 妙福寺末：天拝山妙圓寺（小城市三日月町金田）
  - 妙福寺末：竹原山妙覚寺（佐賀市伊勢町）
  - 妙福寺末：昌永山龍光寺（佐賀市久保田町徳万）
- 瑞相山本光寺（大分市上野丘）
- 昌光山妙瑞寺（大分市大字下宗方）
- 一乗山親蓮寺（大分市木上）

## 人物
- 日親（開山）
- 日祇（二世）
- 日澄（三世）
- 日淳（四世）
- 日敬（五世）
- 日憲（六世）
- 日便（七世）
- 日尭（八世）
- 日円（九世）
- 日通（十世）
- 日因（十一世）
- 富田日雄
- 晴妙院日行（88世、大塚泰詮）

## 交通アクセス
京都市営地下鉄烏丸線鞍馬口駅から徒歩15分。

## 周辺
- 宝鏡寺
- 不審庵庭園
- 妙覚寺